# Maria Dudziak
Maria Elżbieta Dudziak – polska kardiolog, dr hab. nauk medycznych, profesor nadzwyczajny Katedry Kardiologii II Wydziału Lekarskiego Gdańskiego Uniwersytetu Medycznego.

## Życiorys
W 1977 ukończyła studia medyczne w Akademii Medycznej w Gdańsku, 22 grudnia 1984 obroniła pracę doktorską Budowa Pierścienia przedsionkowo-komorowego prawego u człowieka w rozwoju osobniczym, 24 marca 2004 habilitowała się na podstawie pracy zatytułowanej Ocena wpływu leczenia nerkozastępczego na morfologię i funkcję lewej komory serca u chorych z przewlekłą niewydolnością nerek. 29 stycznia 2018 nadano jej tytuł profesora w zakresie nauk medycznych.
Objęła funkcję profesora nadzwyczajnego w Katedrze Kardiologii na II Wydziale Lekarskim Gdańskiego Uniwersytetu Medycznego, a także dziekana na Wydziale Lekarskim Gdańskiego Uniwersytetu Medycznego.
W 2023 na wniosek prezesa Agencji Badań Medycznych Radosława Sierpińskiego została powołana w skład Naczelnej Komisji Bioetycznej przez ministra zdrowia Adama Niedzielskiego.

## Odznaczenia
- Srebrny Krzyż Zasługi (2007)[4]